# Parrellina
Parrellina es un género de foraminífero bentónico de la subfamilia Notorotaliinae, de la familia Elphidiidae, de la superfamilia Rotalioidea, del suborden Rotaliina y del orden Rotaliida. Su especie tipo es Polystomella imperatrix. Su rango cronoestratigráfico abarca desde el Oligoceno hasta la Actualidad.

## Discusión
Clasificaciones más modernas incluyen Parrellina en la Familia Notorotaliidae.

## Clasificación
Parrellina incluye a las siguientes especies:
- Parrellina centrifugalis
- Parrellina craticulatiformis
- Parrellina imperatrix
- Parrellina imperatrix
- Parrellina macarovici
- Parrellina mediosarmatica
- Parrellina papillosa
- Parrellina racticulatiformis
- Parrellina rugosa
- Parrellina sharkiana
- Parrellina verriculata
- Parrellina wadeae

Otras especies consideradas en Parrellina son:
- Parrellina hispidula, aceptado como Elphidium hispidulum
- Parrellina milletti, aceptado como Cristatavultus milletti